# Collaudo

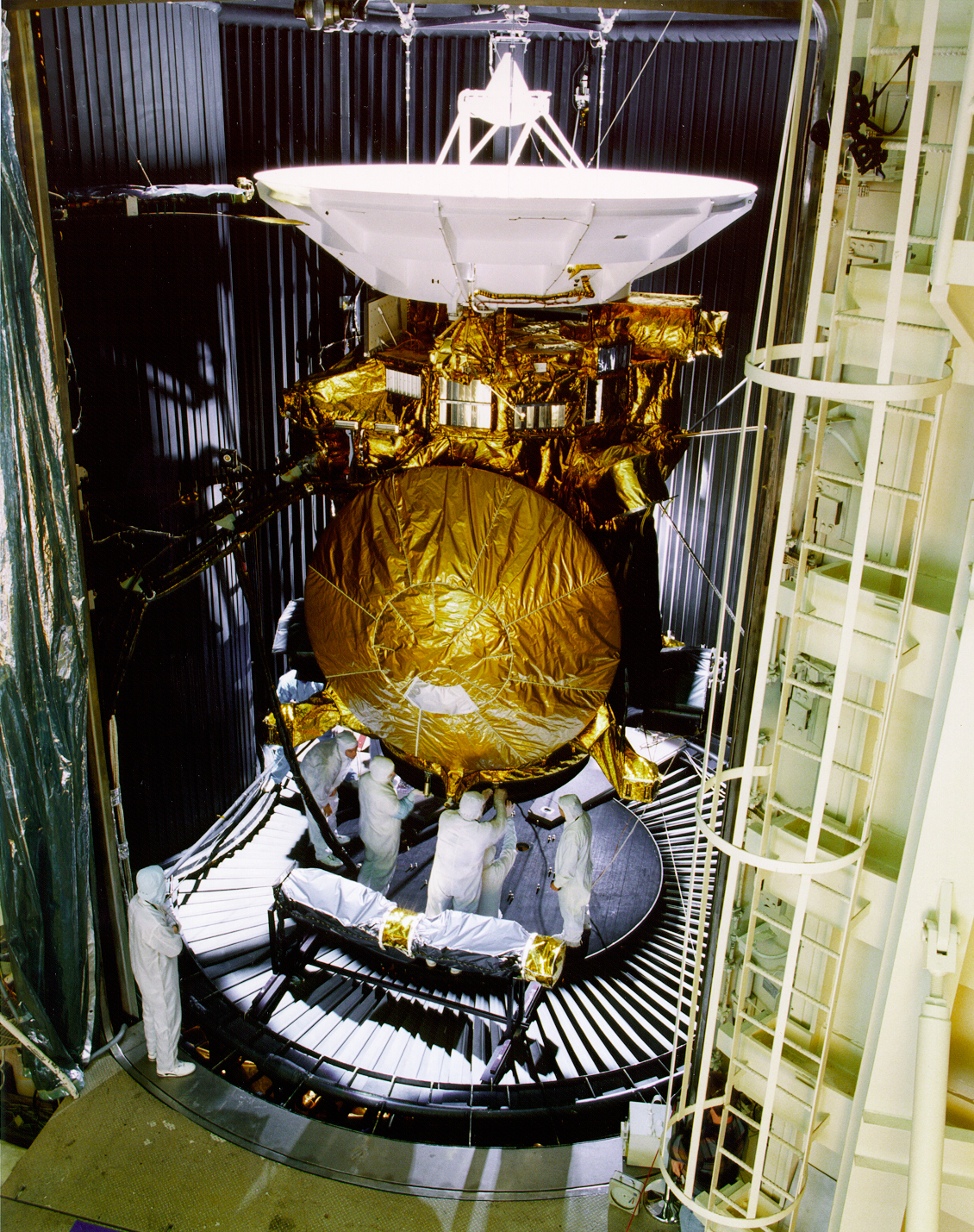
Collaudo della sonda Cassini prima del suo lancio.

Il termine collaudo (dal latino cum-laude, ovvero "a opera d'arte"), nell'ambito dell'ingegneria, si riferisce ad una serie di operazioni messe in atto al fine di verificare il corretto funzionamento di un'opera di ingegno prima che questa venga destinata all'utilizzo.

## Caratteristiche
Il collaudo è una metodologia di controllo qualità come la prova.
Le operazioni di collaudo differiscono a seconda dell'opera o prodotto da collaudare (che può essere ad esempio un edificio, un veicolo, una sonda spaziale, un impianto chimico o un circuito elettronico o, banalmente, un rubinetto). Anche la valutazione visiva di un prodotto con caratteristiche estetiche specificate (una scarpa o un profilo verniciato) è un collaudo.
In genere durante il collaudo si misura la risposta dell'opera progettata a delle condizioni che sono identiche o che simulano le condizioni reali alle quali si prevede che l'opera sarà sottoposta durante il suo funzionamento. Anche il software progettato e/o sviluppato può subire la fase di collaudo, solitamente articolata in test e altre attività di esame. 
Pure un nuovo servizio è solitamente oggetto di collaudo (validazione) prima che sia erogato in condizioni operative o di larga scala o fornito al committente. Non si dovrebbe utilizzare il termine collaudo come sinonimo di una generica verifica: solo operazioni di riscontro della conformità ai fini di rilascio formano un collaudo. Un collaudo potrebbe essere anche costituito da una o più prove ma comunque seguite da valutazioni. Soprattutto nel campo di opere pubbliche una tipologia di collaudo è il collaudo amministrativo che è un insieme di riscontri di conformità contabili e documentali.
Il collaudo è un concetto diverso da un audit di prodotto.

## Tipologie

### Collaudo di produzione
Nella produzione di serie (sia a carattere industriale che artigianale) il collaudo ha l'obiettivo di accertare la rispondenza del prodotto (sistema, apparecchiatura, impianto, materiale, componente, particolare, ecc.) ai requisiti funzionali e prestazionali specificati. Trattasi di un insieme di prove (spesso svolte in laboratorio), misurazioni, accertamenti ed ispezioni, finalizzate a dichiarare la conformità del prodotto alle specifiche tecniche. Il collaudo è una tipica attività di controllo qualità.
In taluni settori (ad esempio quello automobilistico o quello alimentare) spesso il collaudo è di responsabilità di una funzione indipendente dalla produzione (ad esempio il reparto qualità).
Vi sono diverse tipologie di collaudo a seconda della fase produttiva o dei diversi processi. Ad esempio:
- collaudo in entrata;
- collaudo finale;
- collaudo in linea.

Per definizione il collaudo è una tipica attività di controllo qualità a scopo di rilascio.

### Collaudo in entrata
Il collaudo in entrata è l'insieme di controlli e verifiche svolte in accettazione arrivi. Trattasi di attività effettuate per accertare la conformità dei prodotti (materie prime, semilavorati da terzisti, componentistica commerciale, ecc.) consegnati dai fornitori.
Per quelle aziende che svolgono, per loro natura, lavorazioni su prodotti forniti dal cliente (trattamentisti, riparatori, terzisti in genere, ecc.) il collaudo ha lo scopo di valutare che quanto consegnato dal cliente sia compatibile con le lavorazioni definite.

### Collaudo finale
Si tratta del collaudo per antonomasia. Prima di rilasciare il prodotto finito per la consegna al cliente, si valuta che esso abbia le caratteristiche in termini di funzioni e prestazioni prestabilite (campione, capitolato, disegno, norma, scheda tecnica, ecc). Può essere svolto sulla totalità dei pezzi (100%) oppure mediante campionamento per ogni lotto oppure a campione su lotti diversi. Nella produzione di macchine o attrezzature è tipico (oppure imposto dalle direttive applicabili) che il collaudo sia per ciascun esemplare (matricola). Vi sono dei prodotti in cui le caratteristiche estetiche del prodotto finito sono aspetti fondamentali e prescritti e pertanto oggetto di collaudo ad hoc.

### Collaudo in linea
Con l'espressione "collaudo in linea" s'intende che il collaudo è svolto "in process" ovvero durante l'effettuazione delle varie fasi produttive. È tipico dell'industria della grandissima serie, dei processi fortemente automatizzati, della produzione di processo (ad esempio quella della trasformazione petrolifera o di una cementeria). Oppure, all'estremo opposto, è il caso delle piccole imprese che non possono disporre di risorse per organizzare un reparto ad hoc di controllo qualità classico (con personale, attrezzature, procedure specifiche e indipendenti da quelle della produzione).
Il collaudo "fuori linea" è quello invece classico o tradizionale: fuori dal processo produttivo (nel senso del flusso principale di fabbricazione), il reparto controllo qualità, in un ambiente specifico (laboratorio, sala prove o sala collaudo) esegue la procedura di collaudo.

## Nel mondo

### Italia
In italia il collaudo delle opere pubbliche è obbligatorio per legge.

#### Collaudo statico
Nel caso di strutture portanti di edifici o infrastrutture, viene svolto il cosiddetto collaudo statico, in cui si possono effettuare delle prove di carico, che hanno lo scopo di verificare la stabilità strutturale dell'opera costruita.
In Italia l'obbligatorietà del collaudo statico è regolamentata dalla Legge n.1086 del 5/11/1971.
Allo stato attuale il testo unico in materia edilizia, D.P.R. 380/01, unitamente alla normativa tecnica di cui ai rispettivi Decreti Ministeriali e relative circolari esplicative risultano comprendere l'intera legislazione nazionale per ciò che concerne il collaudo statico di strutture edilizie. La legislazione da prendere a riferimento risulta essere la seguente:
- L.1086/71.
- L. 64/74.
- D.P.R. 380/01.
- DM Infrastrutture 14 gennaio 2008 "Norme tecniche per le costruzioni" e successive circolari esplicative.

Il collaudo statico come ben definito nelle "Norme tecniche per le costruzioni" è una parte del collaudo generale tecnico amministrativo dell'opera e riguarda il giudizio sul comportamento e le prestazioni delle parti strutturali dell'opera che svolgono funzione portante.
Esso ai sensi della legislazione vigente si rende necessario (art. 67 D.P.R. 380/01 ex art.7 L.1086/71) per tutte le costruzioni in conglomerato cementizio e metalliche la cui sicurezza possa comunque interessare la pubblica incolumità. Le finalità del collaudo statico dell'opera, la cui obbligatorietà  nella legislazione preesistente (art.67 DPR 380/01) riguardava le sole costruzioni in conglomerato cementizio e  metalliche, con l'entrata in vigore delle ultime Norme Tecniche delle costruzioni (DM infrastrutture 14.01.2008) vengono di fatto estese a tutte le parti strutturali delle opere che svolgono funzione portante e che interessano la sicurezza dell'opera medesima e di conseguenza la pubblica incolumità, indipendentemente dal sistema costruttivo e dal materiale impiegato. 
Il collaudatore, ingegnere o architetto, viene nominato dal committente contestualmente alla denuncia di inizio lavori; la scelta è discrezionale e nell'atto di accettazione il collaudatore deve attestare di essere iscritto da non meno di 10 anni al relativo ordine professionale e di non aver preso parte ai lavori oggetto di collaudo in nessuna delle varie fasi di progettazione, direzione ed esecuzione. Il collaudo statico di un edificio consiste in un attento e scrupoloso controllo della struttura con particolare attenzione agli elementi costitutivi di maggiore rilevanza dal punto di vista statico e da una verifica della struttura nel suo comportamento di insieme. È facoltà del collaudatore in relazione alla propria esperienza ed alla tipologia dell'opera, utilizzare tutti i mezzi di indagine ritenuti più opportuni a formarsi il convincimento della collaudabilità statica dell'opera stessa. Fermo restando quanto detto, la legislazione vigente fissa per il collaudatore degli obblighi formali e sostanziali, in relazione alle verifiche da svolgersi (art. 67 del DPR 380/01).

#### Collaudo tecnico-amministrativo
Vedi la voce Collaudo tecnico-amministrativo

#### Collaudo sismico
Coincide di fatto col collaudo statico dell'opera quando questa viene edificata in zona sismica.